# Landkreis Uckermark
Landkreis Uckermark er arealmæssigt den største landkreis i Tyskland.
Landkreis Uckermark ligger yderst mod nordøst i delstaten Brandenburg ved  grænsen til Polen. På den polske side af grænsen ligger landkreisene  Police og Gryfino. Landkreisens administrationsby Prenzlau, og  området omfatter hovedparten af landskabet Uckermark, men en mindre nordlig del hører til Mecklenburg-Vorpommern (Landkreisene 
Mecklenburg-Strelitz og Uecker-Randow). Amt Gartz (Oder) er tidligere vorpommersk område, men hører nu til Landkreis Uckermark. Pinnow bliver fra 19. april 2022 medforvaltet af Schwedt/Oder efter at resten af kommunerne i forvaltningsfællesskabet Amt Oder-Welse (opløst) er blevet en del af Schwedt/O.
Ud over de nævnte kreise i  Mecklenburg-Vorpommern grænser Landkreis Uckermark mod syd til Landkreis Barnim og mod vest til Landkreis Oberhavel. Floden Oder danner mod øst grænse til Polen.
Uckermark hørte i flere århundreder før 1945 til den preussiske Provinz Brandenburg, hvis område vest for Oder-Neisse-Grænsen blev en del af  den sovjetiske besættelseszone. I 1949 blev området en del af DDR. 

## Byer og kommuner
Fra 19. april 2022 består området af 30 kommuner, herunder 7 byer. 
Kreisen havde 119552  indbyggere pr.  2018-12-31

| Byer ¹ amtstilhørende by 1. Angermünde (13744) 2. Lychen (3178) 3. Prenzlau (19024) 4. Schwedt/Oder (29920) 5. Templin (15798) Amtsfrie kommuner 1. Boitzenburger Land (3102) 2. Nordwestuckermark (4209) 3. Uckerland (2638) | Amter og tilhørende kommuner 1. Brüssow (Uckermark) (4450) 1. Brüssow, Stadt * (1831) 2. Carmzow-Wallmow (608) 3. Göritz (816) 4. Schenkenberg (624) 5. Schönfeld (571) 2. Gartz (Oder) (6872) 1. Casekow (1918) 2. Gartz (Oder), Stadt * (2550) 3. Hohenselchow-Groß Pinnow (765) 4. Mescherin (825) 5. Tantow (814) | 3. Gerswalde (4406) 1. Flieth-Stegelitz (529) 2. Gerswalde * (1581) 3. Milmersdorf (1426) 4. Mittenwalde (355) 5. Temmen-Ringenwalde (515) 4. Gramzow (6881) 1. Gramzow * (1836) 2. Grünow (947) 3. Oberuckersee (1655) 4. Randowtal (930) 5. Uckerfelde (952) 6. Zichow (561) | Pinnow * (866) bliver forvaltet af Schwedt/Oder kommune |

## Forskelligt
I området tales der  nogle steder østniedersachsisk plattysk .
De fem arealmæssigt største kommuner i landkreisen er Templin (377 km²), Schwedt/Oder (360 km²), Angermünde (326 km²), Nordwestuckermark (253 km²) og Boitzenburger Land (216 km²).